# آلمائو (بازیکن فوتبال، زاده ۱۹۸۴)
کارلوس آدریانو ده جیسس سوارز (به انگلیسی: Carlos Adriano de Jesus Soares؛ ۱۰ آوریل ۱۹۸۴ – ۸ ژوئیهٔ ۲۰۰۷) که با نام آلِمائو شناخته می‌شد، بازیکن فوتبال در پست مهاجم اهل برزیل بود.

## باشگاهی
از جمله باشگاه‌هایی که وی در آن‌ها بازی کرده‌است، می‌توان به باشگاه فوتبال پالمیراس و باشگاه فوتبال کوریتیبا اشاره کرد.

## مرگ
آلِمائو در ۷ ژوئیهٔ ۲۰۰۷، در سن ۲۳ سالگی، بر اثر حادثهٔ رانندگی درگذشت.